# ريان كارتر
ريان كارتر (بالإنجليزية: Ryan Carter)‏ (و. 1983  م) هو لاعب هوكي الجليد، من الولايات المتحدة، ولد في وايت بير ليك، مركز لعبه هو مركز ‏.

## التعليم
تعلم في جامعة ولاية مينيسوتا.

## جوائز
حصل على جوائز منها:
- كأس ستانلي.

## روابط خارجية
- ريان كارتر على موقع دوري الهوكي الوطني (الإنجليزية)
- ريان كارتر على موقع قاعة مشاهير الهوكي (لاعب أن.إتش.أل) (الإنجليزية)
- ريان كارتر على موقع EliteProspects.com (الإنجليزية)
- ريان كارتر على موقع HockeyDB.com (الإنجليزية)
- ريان كارتر على موقع Hockey-Reference.com (الإنجليزية)